# Spis statystyczny
Spis statystyczny (spis powszechny) – spis dostarczający informacji niezbędnych do ustalenia stanu i struktury zjawisk, głównie ludnościowych. Spisy dostarczają informacji dotyczących liczebności ludności, jej struktury demograficznej i społeczno-zawodowej m.in. wieku, płci, stanu cywilnego, zawodów oraz przestrzennego rozmieszczenia ludności. Przeprowadzane są również spisy nieruchomości, gospodarstw rolnych, zwierząt gospodarskich.
W historii nowożytnej pierwszy spis ludności przeprowadzono w Szwecji w roku 1749. Stany Zjednoczone zaczęły prowadzić spisy powszechne od roku 1790, a Rosja od roku 1897. 
Materiały uzyskane podczas kolejnych spisów pokazują dynamikę badanych zjawisk oraz służą do prognozowania ekonomicznego i demograficznego. Tylko jednostki rządowe mogą koordynować pracę rachmistrzów. Dyrektywy ONZ i Unii Europejskiej zalecają robienie spisu powszechnego co dekadę. Wyjątkiem w historii prowadzenia spisów były lata 40. XX wieku. Ze względu na trwającą wojnę spisu nie przeprowadzono w roku 1941, ale odbył się on zaraz po niej, w roku 1946. 

## Cechy spisu
Wiarygodność spisu zależy od spełnienia następujących warunków:
- powszechność np. spisy ludności prowadzone w całym kraju bez pominięcia jakiegokolwiek rejonu czy obszaru;
- jednochwilowość, co oznacza, że zbierane dane dotyczą konkretnego momentu (konkretnego dnia i konkretnej godziny) np. jeżeli momentem spisu jest godzina 12.00, dnia 5 grudnia, to rachmistrz dokonujący spisu 7 grudnia, zobowiązany jest uwzględnić w spisie wszystkie osoby, które żyły do godziny 12.00 5 grudnia, a nie uwzględnić niemowląt urodzonych po tej godzinie;
- bezpośredniość - informacje powinny być uzyskane bezpośrednio od osób spisywanych;
- służące wyłącznie celom statystycznym, co oznacza, że obowiązuje tajemnica statystyczna, a uzyskane dane nie mogą być wykorzystane do innych celów[4].

## W Polsce
Pierwszy spis powszechny w Polsce przeprowadzono w roku 1789, aczkolwiek spis dotyczący wyłącznie ludności miejskiej prowadzono nieco wcześniej, w roku 1777. Kolejne były prowadzone w Księstwie Warszawskim w roku 1808 i 1810.